# Otto II. von Konstanz
Otto II. († 22. September 1174) war von 1165 bis 1174 Bischof von Konstanz. Ob er dem Haus Habsburg angehörte, ist unklar.

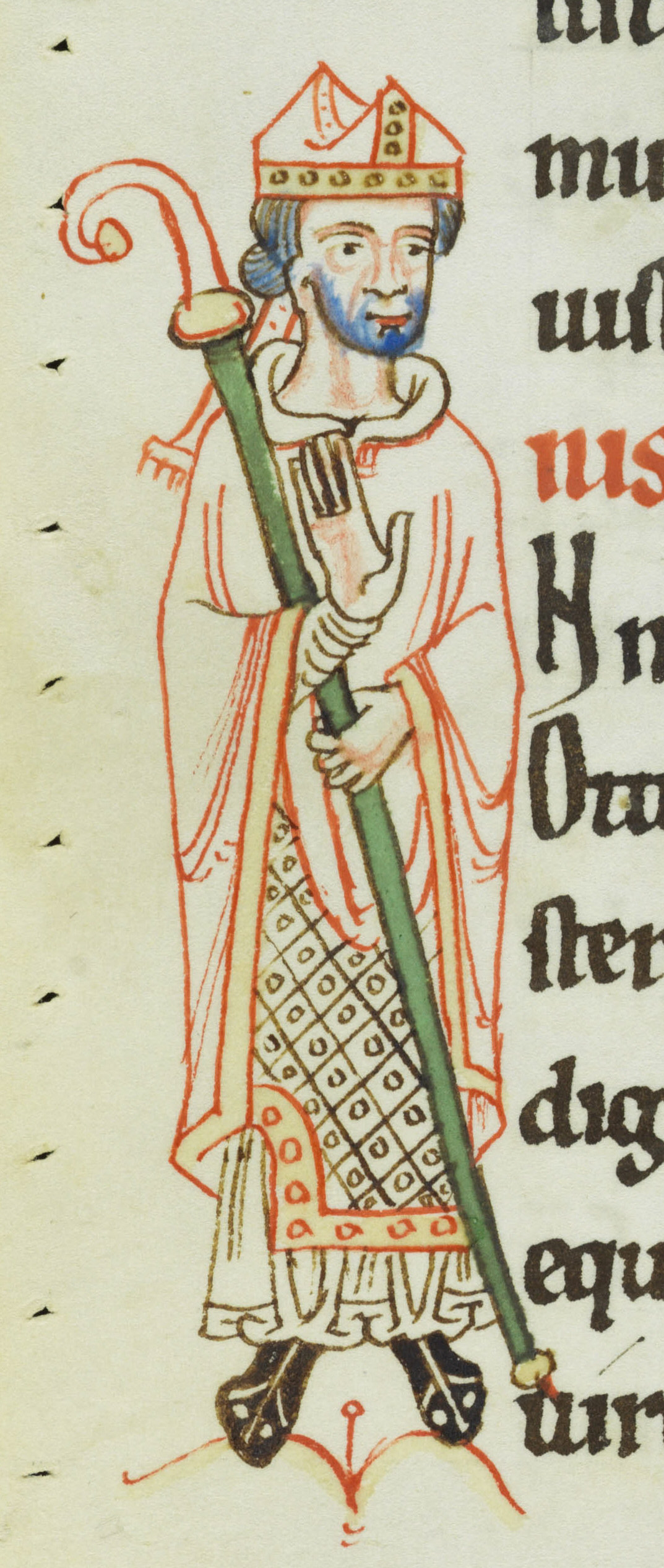
Otto II. von Konstanz (aus einer Handschrift um 1200)

## Leben
Seine Herkunft ist unklar. Nach Überlieferungen aus der frühen Neuzeit stammte er aus dem Haus Habsburg. Die Augsburger Bischofsregesten ordnen ihn dem Geschlecht der Grafen von Habsberg aus Oberfranken zu. Möglicherweise war er Domherr in Augsburg und Propst von St. Mauritius.
Er muss kurz nach dem Tod seines Vorgängers also noch im Jahr 1165 erwählt worden sein. Geweiht wurde er vor April 1166. Welcher Anteil das Domkapitel oder der Kaiser an der Wahl hatten, ist unbekannt.
Die Beziehung zu Friedrich I. waren nur schwach ausgeprägt. In der Nähe des Kaisers nachweisbar ist er noch als Elekt lediglich im März 1166 bei einem Hoftag in Ulm. Dabei taucht er in zwei Urkunden als Zeuge auf. In einer im Oktober 1166 ausgestellten Urkunde für das Chorherrenstift Öhringen wird der Bischof nicht erwähnt. Dort machte Friedrich die kaiserlichen Rechte an der Propstei deutlich. Dies wird als eine faktische Rückgängigmachung einer früheren Schenkung an das Bistum Konstanz gewertet. Deutlich engere Beziehungen wies Otto zum kaisernahen Papst auf. Nach frühneuzeitlicher Überlieferung hat Calixt III. das Bistum unter päpstlichen Schutz gestellt. Inwieweit dies zutrifft ist unklar.
Der Bischof war nicht völlig frei in seinen Entscheidungen, daher finden sich vielfach Domherren oder der Dompropst als Zeugen unter bischöflichen Urkunden. Teilweise begleiteten Mitglieder des Domkapitels den Bischof auch auf Reisen im Bistum. Kaum ein Rechtsakt fand statt, an dem nicht auch Mitglieder des Domkapitels beteiligt waren. In seiner Zeit fanden verschiedentlich Bistumssynoden statt.
Otto knüpfte an die Praxis seines Vorgängers an, Pfarrkirchen in die Klöster und Stifte seiner Diözese zu inkorporieren. In seiner Zeit als Bischof hat er verschiedene Pfarr- und Klosterkirchen geweiht. Insbesondere der Förderung der Klöster hat er sehr intensiv betrieben. Gegenüber seiner Funktion als geistlicher Würdenträger, tritt die des weltlichen Fürsten deutlich zurück. Aus unbekannten Gründen resignierte Otto kurz vor seinem Tod sein Amt.